# Kusnyschtscha
Kusnyschtscha (ukrainisch Куснища; russisch Куснища Kusnischtscha, polnisch Kuśniszcze) ist ein Dorf im Westen der ukrainischen Oblast Wolyn mit etwa 1800 Einwohnern (2009).

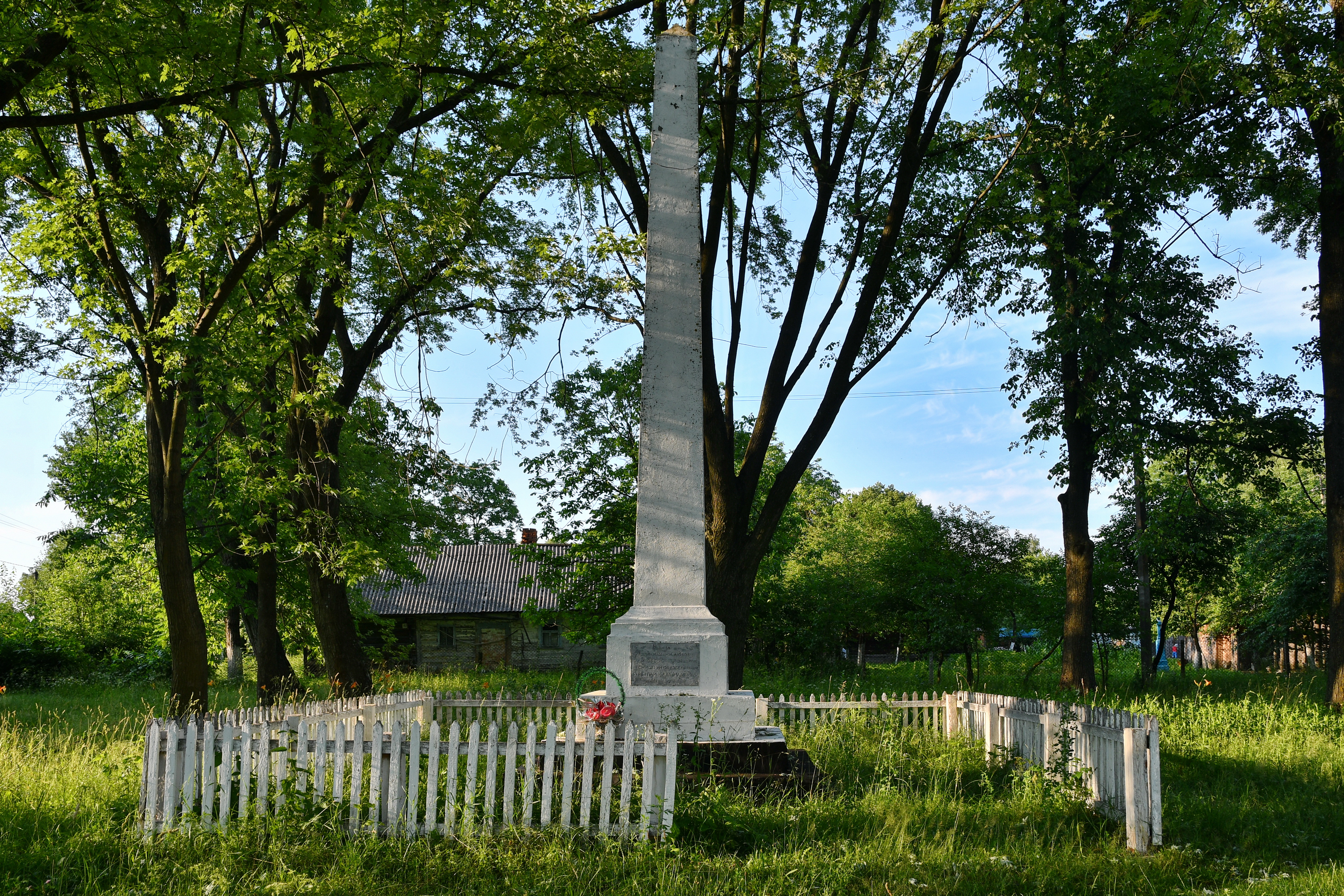
Denkmal im Ort

Die Ortschaft liegt am Ufer der 28 km langen Pischtschatka (Піщатка), 6 km nördlich vom ehemaligen Rajonzentrum Ljuboml und 123 km nordwestlich vom Oblastzentrum Luzk.
Durch das Dorf verläuft die Territorialstraße T–03–08.
Das 1510 gegründete und 1564 erstmals schriftlich erwähnte Dorf war bis zum 4. August 2017 das administrative Zentrum der gleichnamigen Landratsgemeinde im Zentrum des Rajons Ljuboml, zu der noch das Dorf Horodnje (Городнє) gehörte, und ist seitdem administrativ der Stadtgemeinde von Ljuboml unterstellt. 2001 besaß das Dorf 2010 Einwohner.
Am 17. Juli 2020 wurde der Ort Teil des Rajons Kowel.